# Meurtre de Martha Moxley
Le meurtre de Martha Moxley est une affaire criminelle se déroulant dans le Connecticut à partir d'octobre 1975. 

## Historique
Martha Elizabeth Moxley (née le 16 août 1960 et morte le 30 octobre 1975) est une lycéenne américaine de quinze ans résidant dans la ville de Greenwich et de son quartier huppé de Belle Haven, dans le Connecticut. Assassinée à coup de club de golf la nuit précédant Halloween, son corps est retrouvé dans le jardin de sa maison familiale. L'enquête détermine que l'arme du crime provient de la maison de la famille Skakel proche. Michael Skakel, âgé également de quinze ans à l'époque, est le principal suspect mais son appartenance à une famille d'importance politique limite la bonne marche de l'enquête : en effet, Michael Skakel est de la même famille qu'Ethel Kennedy (née Skakel), la veuve du sénateur américain Robert Francis Kennedy.
Au fil des ans, Thomas et Michael Skakel, frère ainé de Michael, changent de manière importante leurs alibis pour la nuit du meurtre de Moxley. Michael a toutefois reconnu lors d'une enquête privée diligentée par son père qu'il avait regardé par la fenêtre et s'était masturbé dans un arbre à côté de la propriété Moxley la nuit du crime. Deux anciens élèves de l'Élan School, un centre de traitement pour jeunes en difficulté où Michael séjournera après cette affaire, témoignent avoir entendu Michael avouer avoir tué Moxley, voire s'être vanté d'être un « Kennedy » et donc au dessus des lois. Le mobile pourrait être une rivalité ou un différend amoureux, Moxley s'étant rapproché de Thomas Skakel, au probable désarroi de Michael.
Michael Skakel est reconnu coupable en 2002 du meurtre de Moxley et est condamné à vingt ans de prison. Toutefois, en 2013, un nouveau procès provoque sa libération sous caution. En 2016, la Cour suprême du Connecticut statue pour rétablir la condamnation mais se déjuge en 2018 et ordonne un nouveau procès. Le 30 octobre 2020, jour du 45e anniversaire du meurtre de Moxley, l'État du Connecticut a annoncé qu'il n'y aurait pas de nouveau procès, laissant ce crime officiellement non résolu.

## Filmographie
- Meurtre à Greenwich (2002), téléfilm américain de Tom McLoughlin.